# Tomaquilapa
Tomaquilapa är en ort i Mexiko.   Den ligger i kommunen Xiutetelco och delstaten Puebla, i den sydöstra delen av landet, 190 km öster om huvudstaden Mexico City. Tomaquilapa ligger 2 094 meter över havet och antalet invånare är 1 240.
Terrängen runt Tomaquilapa är lite bergig. Runt Tomaquilapa är det ganska tätbefolkat, med 149 invånare per kvadratkilometer. Närmaste större samhälle är Teziutlan, 7,9 km nordväst om Tomaquilapa. I omgivningarna runt Tomaquilapa växer huvudsakligen savannskog.